# Igreja da Misericórdia de Chaves
A Igreja da Misericórdia foi construída no século XVII, num traço marcadamente barroco. No seu interior, possui as paredes revestidas em azulejaria do século XVIII, com temática bíblica. 
O tecto, de madeira, está pintada a cena da visitação.
O altar profusamente decorado em talha dourada, com querubins, cachos e volutes.
Situa-se na Praça Camões ladeado pela Igreja de Santa Maria Maior (Chaves).